# La voz de su amo
La voz de su amo o La voz del amo (Głos Pana) es una novela de ciencia ficción del escritor polaco Stanisław Lem publicada en 1968 por la Spółdzielnia Wydawnicza «Czytelnik» (Cooperativa Editorial «El Lector»). Es de suponer que el título hace referencia a la famosa casa de discos británica, y especialmente al emblema que representa al perro escuchando el sonido que emite el gramófono.
Se trata de una historia filosófica acerca de los esfuerzos de unos científicos por descifrar, traducir y entender un mensaje extraterrestre. Se hace mediante ella una aproximación crítica a la inteligencia humana y a las intenciones de entender verdaderamente un mensaje de esa naturaleza. Es una obra con poca acción, y predominan en ella los pasajes de ensayo filosófico, los monólogos y los diálogos.

## Trama
Narrada en primera persona, la novela consiste en las memorias de Peter Hogarth, matemático implicado en un proyecto secreto del Pentágono desarrollado en el último tercio del siglo XX en el Desierto de la Gran Cuenca de Nevada y consistente en el descifrado de lo que parece ser un mensaje extraterrestre: una señal de neutrinos constantemente repetida y procedente de la constelación del Can Menor. El proyecto recibe el nombre de "La voz de su amo". 
Trasunto de Lem, Hogarth expone en su relato numerosos debates en los que se confunden los límites de la cosmología y la filosofía, y se tratan temas de epistemología, matemáticas, teoría de sistemas, teoría de la información, probabilidad, biología evolutiva, la posible forma de la inteligencia extraterrestre y su posible motivación, digresiones sobre la ética en los proyectos financiados por el ejército, las limitaciones de la ciencia impuestas por la naturaleza humana, que aun sin querer se proyecta en el análisis de cualquier objeto o fenómeno desconocido... 
Deseosos de encontrar algo nuevo y ya desesperados, los científicos que participan en el proyecto comienzan a leer historias de ciencia ficción y a discutir sobre ellas, y aquí Lem, en el personaje de Hogarth, aprovecha para criticar el subgénero: Hogarth pronto se aburre y se desilusiona ante las tramas monótonas y la falta de imaginación de las historias que encuentra en las revistas de novelas. 
Siguiendo la hipótesis formulada por Hogarth, consistente en considerar el contenido de la señal como la descripción matemática de un objeto (tal vez la de una molécula), el equipo consigue emplear parte de los datos para sintetizar una sustancia de extrañas propiedades. Se consiguen dos variedades: un líquido gelatinoso al que llaman "Huevos de rana" y una materia más sólida que parece una loncha de carne roja y que produce alboroto en los insectos que se le acercan; a esta forma la llamarán "El señor de las moscas", como la novela de William Golding. Se toma en consideración que el significado de la señal pueda ser efectivamente la composición de un genoma y que las variedades obtenidas de la sustancia puedan ser una suerte de protoplasma, incluso el correspondiente al de las criaturas que han mandado la señal. Esta hipótesis, como todas las demás que surgen durante el proyecto, resulta ser inverificable.  
Durante un tiempo, Hogarth sospecha que el mensaje puede tener un sentido militar, y no sabe si ha de atreverse con ese enfoque y cómo habría de abordarlo. Según ha descubierto otro miembro del equipo, la variedad llamada "huevos de rana" parece poder emplearse para hacer que una explosión atómica provocada en un lugar se produzca en otro muy alejado de manera instantánea, lo que haría imposible la práctica de la disuasión nuclear. Hogarth y el descubridor acuerdan desarrollar en secreto esa faceta de la investigación antes de dar parte a los militares. Cuando comprueban que el margen de error del lugar de la explosión aumenta con la distancia, llegan a la conclusión de que no hay uso militar que considerar, lo que entiende Hogarth que es un indicio de la visión de futuro de los seres que han mandado la señal. Al saberlo el resto del equipo, Hogarth y el descubridor se ven condenados al ostracismo, ya que su comportamiento es considerado antipatriótico.
Algunos de los miembros del equipo formulan la hipótesis de que la señal de neutrinos haya servido en el pasado remoto, eones atrás, para facilitar que surgiera la vida en la Tierra. Se ven obligados a preguntarse si los emisores tenían precisamente ese propósito. Tampoco se llega a una conclusión aceptable.
Muchas conjeturas se hacen y mucho se discute intentando situar la naturaleza de los emisores. Se entiende que habían de estar en una fase más avanzada de desarrollo técnico, pero no se halla manera de saber si sus intenciones eran buenas o malas. Por añadidura, como la señal debió de comenzar a enviarse mucho tiempo atrás, tampoco se puede saber si aún existen.
A medida que van formulándose hipótesis y se intenta hacer pasar algunas a la fase de teoría, se tiene la sensación de progreso en la labor de descifrado del mensaje. Mas ya advierte Hogarth en el principio de sus memorias que tan sólo se logran unos pocos descubrimientos. Al darse por concluido el desarrollo del proyecto, el equipo no es capaz de determinar mejor que antes si la supuesta señal es tal en efecto y la humanidad no ha sido capaz de descifrarla o se trata de ruido cósmico de fondo que, por un momento, pareció el rompecabezas creado por la consabida banda de monos tecleando en máquinas de escribir y dando lugar por casualidad a un mensaje con sentido.
Se pregunta Lem si un grupo de hombres de la Edad de Piedra habría sacado algo en claro en caso de encontrar en una de sus andanzas el anteproyecto de una catedral gótica. 
Las numerosas hipótesis formuladas y las teorías elaboradas durante el proyecto aportan más información sobre los científicos y sobre la humanidad que sobre la supuesta señal y sobre sus supuestos emisores. En la narración, se compara más de una vez la reacción ante la señal con la prueba de Rorschach.

## Sobre la novela
En la primera novela de Lem, Los astronautas, de carácter utópico, también se trata el tema del hallazgo inesperado de un discurso extraterrestre. En ella, los humanos son capaces de elaborar una traducción que, aunque parcial, es satisfactoria. No es así en La voz de su amo. 
Vista la novela como de ciencia ficción social, destaca la visión de la Guerra Fría y de la toma de decisiones de carácter político como elementos corruptores de la ética profesional de los científicos. Desde los puntos de vista psicológico y filosófico, se puede considerar como una exposición de las limitaciones de la mente humana a la hora de abordar lo desconocido, y como una sátira de los científicos y de sus mecanismos mentales. 
La crítica del concepto de ciencia pura es crítica también del enfoque positivista: señala Lem que el científico no puede sustraerse a las condiciones de su entorno.
Otros libros de Lem que examinan las supuestas características de un primer contacto con seres de otros mundos son Edén, Solaris y Fiasco; y, en tono más humorístico y satírico, se encuentra el mismo motivo en varias de las historias de Diarios de las estrellas, Fábulas de robots y Ciberíada.

## Acogida
La Enciclopedia Británica considera esta novela como uno de los tres mejores libros del autor polaco, siendo los otros dos Solaris y Ciberíada.
En 1983, Peter S. Beagle escribía en el New York Times que La voz de su amo era una novela «fascinante, perturbadora y a veces frustrante», que el primer tercio de la novela era difícil de leer y en él se echaba de menos las historias del Piloto Pirx, y que en conjunto no era una lectura apropiada para iniciarse en la obra de Lem, pero sí altamente recomendable para quien quisiera disfrutar de una pieza literaria de calidad.

## Obras de otros autores en las que se trata el mismo tema
- En 1961 y 1962, inspirados por uno de los primeros proyectos dedicados a la busca de vida extraterrestre inteligente, el Proyecto Ozma, de 1960, Fred Hoyle y John Elliot escribieron el guion de la serie de televisión e inmediatamente después la novela titulados A for Andromeda (A de Andrómeda).[6][7] En esta historia, un mensaje de otro mundo muestra a la humanidad la manera de obtener criaturas orgánicas más complejas.[8]

- 1971: El oro al final del arco estelar (The Gold at the Starbow's End), novela corta de Frederik Pohl.[9][10]

- 1985: Contacto (Contact), de Carl Sagan, novela en la que se desarrollan muchas ideas ya tratadas en La voz de su amo. Como ya apuntaba en su libro de 1980 Cosmos, Sagan maneja la hipótesis de que un mensaje interestelar pueda estar concebido como un palimpsesto.

- 1986: El texto de Hércules (The Hercules Text), de Jack McDevitt. Esta novela trata de la señal recibida por los investigadores de uno de los proyectos de busca de vida extraterrestre. Como en La voz de su amo, la historia transcurre durante la Guerra Fría, la señal fue mandada en un tiempo muy lejano en el pasado y se hace hincapié en la visión que tiene cada personaje principal, sea miembro del equipo o no, según su especialidad, solo que en esta ocasión no faltan un sacerdote, un psicólogo y un presidente. La señal, como se descubre ya avanzada la historia, procede de un púlsar artificial que al principio era juzgado como natural: lo único que lo hacía especial era la regularidad casi perfecta de su pulso, que era recibido constantemente por el enorme radiotelescopio Hércules, instalado en la cara oculta de la Luna. Un día, algunos pulsos no se producen, y su ausencia parece corresponder a un patrón reconocible: primero falta un pulso, después faltan dos, después faltan cuatro, y continúa así la sucesión con las potencias de 2 durante un par de días, al término de los cuales se interrumpe la transmisión. Semanas después, al reanudarse, ya no se trata de una simple sucesión, sino de un ingente cúmulo de datos en codificación binaria enviados desde un lugar muy próximo al púlsar artificial. Al principio se trata de fórmulas matemáticas y físicas y de gráficas sencillas, pero más adelante comienzan a llegar partes del genoma de los emisores, esquemas de ingenios técnicos mucho más avanzados que los de la Tierra, y, también, lo que pueden ser poemas y textos filosóficos.[11] Jack McDevitt pondría al día la novela teniendo en cuenta los acontecimientos posteriores a la Guerra Fría, el telescopio Hubble e Internet, y publicaría esa nueva versión en el año 2000 junto con Un talento para la guerra (A Talent for War) en el libro Hello Out There.[12]